# Bagavan
Bagavan (armenisch Բագավան Bagawan) war eine antike armenische Klosterstadt, die sich beim Dorf Taşteker in der Provinz Ağrı in der heutigen Türkei befand. Es war bekannt als St. Hovhannes Mkrtitsch (St. Johann der Täufer)-Kloster von Bagavan (Բագավանի Սուրբ Հովհաննես Մկրտչի վանք).
Das Kloster war bis zum Völkermord an den Armeniern 1915 eine religiöse Stätte. 1948 wurde das Kloster zerstört und die Bauelemente für den Bau einer Moschee in Ağrı verwendet. Der Name Bagavan besteht aus den Wörtern Bagi (Idol) und avan (Stadt).

## Geschichte
Bagavan befand sich im Südosten der Provinz Bagravend in der Region Ayrarat des Königreichs Armenien. Gegründet im heidnischen Armenien als religiöses Zentrum, war es die Grablege der vorchristlichen Herrscher Armeniens. Hier, an den Gewässern des Aratsani (Östlicher Euphrat), fand 314 die Taufe des Königs Trdat III. durch Gregor den Erleuchter (Գրիգոր Լուսավորիչ) statt. Trdat III. wurde dadurch zum ersten christlichen König von Armenien. Die Armenische Apostolische Kirche als getrennte unabhängige christliche Denomination bildete sich später heraus.
Nach diesem Ereignis war der Ort durch zahlreiche Kreuze markiert, die in den Steinen auf der Flussseite eingraviert wurden. In den nahegelegenen Hängen des Berges Npat standen Dutzende von Kapellen, Gebetsorte des berühmten Katholikos Nerses des Großen (zweite Hälfte des 4. Jahrhunderts). Von hier soll er die Dziraver Schlacht zwischen den Armeniern und den Persern beobachtet haben. Das Kloster hat drei Kirchen, und ihre berühmtesten Bischöfe waren Eznik von Kolb und Moses von Choren. Unter deren Leitung wurde es zum Hauptkloster in den Bezirken Bagrevand und Arsharunik. Die letzte Phase der Bebauung endete 639.
Während der Russisch-Persischen Kriege von 1877–1878 wurde es beschädigt, aber nach späterer Restaurierung wurde es bis 1915 noch genutzt. In den späten 1940er Jahren war das Kloster auch bekannt als „türkisch Üç Kilise“ „Drei Kirchen“.

## Architektur
Die Kirche des Klosters Bagavan war 46 Meter lang, 27 Meter breit und 20 Meter hoch. Das äußere Erscheinungsbild des Gotteshauses bestand aus Mauerwerk und Ornamenten. Im 19. Jahrhundert wurde das Kloster mit der Hagia Sophia in Konstantinopel verglichen. Es hatte fünf Türen und 51 Fenster.

## Heutige Situation
Das Kloster Bagavan wurde in den späten 1940er Jahren zerstört. Ein Teil der Steine wurde für den Bau von Häusern im Dorf Taşteker verwendet, das sich um Kloster herum befand. Die meisten Bauelemente des Klosters wurden allerdings nach Ağrı verbracht, wo sie für das untere Stockwerk der dortigen Hauptmoschee, die 1950 erbaut wurde, verwendet wurden.